# Niphargus melticensis
Niphargus melticensis is een vlokreeftensoort uit de familie van de Niphargidae. De wetenschappelijke naam van de soort is voor het eerst geldig gepubliceerd in 1973 door Dancau & Andreev.